# Patrice Civanyan
 (avril 2025).
 (octobre 2024).
 (octobre 2024).
La mise en forme du texte ne suit pas les recommandations de Wikipédia : il faut le « wikifier ».
Les points d'amélioration suivants sont les cas les plus fréquents :
- Les titres sont pré-formatés par le logiciel. Ils ne sont ni en capitales, ni en gras.
- Le texte ne doit pas être écrit en capitales (les noms de famille non plus), ni en gras, ni en italique, ni en « petit »…
- Le gras n'est utilisé que pour surligner le titre de l'article dans l'introduction, une seule fois.
- L'italique est rarement utilisé : mots en langue étrangère, titres d'œuvres, noms de bateaux, etc.
- Les citations ne sont pas en italique mais en corps de texte normal. Elles sont entourées par des guillemets français : « et ».
- Les listes à puces sont à éviter, des paragraphes rédigés étant largement préférés. Les tableaux sont à réserver à la présentation de données structurées (résultats, etc.).
- Les appels de note de bas de page (petits chiffres en exposant, introduits par l'outil «  Source ») sont à placer entre la fin de phrase et le point final[comme ça].
- Les liens internes (vers d'autres articles de Wikipédia) sont à choisir avec parcimonie. Créez des liens vers des articles approfondissant le sujet. Les termes génériques sans rapport avec le sujet sont à éviter, ainsi que les répétitions de liens vers un même terme.
- Les liens externes sont à placer uniquement dans une section « Liens externes », à la fin de l'article. Ces liens sont à choisir avec parcimonie suivant les règles définies. Si un lien sert de source à l'article, son insertion dans le texte est à faire par les notes de bas de page.
- La présentation des références doit suivre les conventions bibliographiques. Il est recommandé d'utiliser les modèles {{Ouvrage}}, {{Chapitre}}, {{Article}}, {{Lien web}} et/ou {{Bibliographie}}. Le mode d'édition visuel peut mettre en forme automatiquement les références.
- Insérer une infobox (cadre d'informations à droite) n'est pas obligatoire pour parachever la mise en page.

Pour une aide détaillée, merci de consulter Aide:Wikification.
Si vous pensez que ces points ont été résolus, vous pouvez retirer ce bandeau et améliorer la mise en forme d'un autre article.
Patrice Civanyan, né le 21 novembre 1963 à Paris est expert en marques et auteur de livres sur les marques. Il a démarré sa carrière chez Procter & Gamble avant de rejoindre le monde de la publicité pour développer l’agence BDDP/TBWA aux côtés de Jean-Marie Dru, l’inventeur de la Disruption. Après avoir dirigé l’agence Shining fondée par le designer indien Sen Gupta, il crée en 1998 sa première agence stratégique et créative, entre Paris et Londres, nourrie par la sémiologie pour accompagner les directions générales dans le pilotage de leurs marques, des grands groupes au startups. Il est l’auteur du livre La Chair des Marques, publié aux éditions Management & Société en 2008, dans lequel il témoigne de ses missions et du livre Le Poids des Marques… La Vitesse des Marchés, publié aux éditions Village Mondial (Pearson) en 1996, ouvrage qui a reçu le Prix de la Marque.

## Biographie
Patrice Civanyan est né le 21 novembre 1963 à Paris. Il est diplômé de l’ESCP en 1985, après avoir suivi une classe préparatoire au collège Stanislas et une scolarité chez les jésuites de Saint-Louis-de-Gonzague à Paris.
Il effectue son service militaire dans la Section de Renseignements (S.R.) des Chasseurs Alpins avant de rejoindre, en France, l’entreprise américaine Procter & Gamble au département Marketing. Au sein de sa division Beauté où il restera 3 ans, il est promu Directeur de Marque en charge pour la France du lancement européen de la marque de shampooing Vidal Sassoon Wash & Go.
En 1990, il rejoint le monde de la publicité pour développer l’agence Dassas Jaglin, puis l’agence BDDP, qui devient plus tard TBWA, aux côtés de Jean-Marie Dru, l’inventeur de la Disruption. En 1993, il prend la direction générale de l’agence Shining, fondée par le designer Sen Gupta, agence qui a révolutionné l’identité des marques de grande consommation en créant le yaourt vert BIO devenu Activia pour Danone.
En 1996, il publie aux éditions Village Mondial (Pearson) son premier ouvrage, Le Poids des Marques…La Vitesse des Marchés. Il sera distingué par le Prix de la Marque, décerné par Prodimarques, pour ses idées-clés. Parmi celles-ci, le cinétisme de la consommation et le cœur fondateur de la marque : « Tout l’art de la marque consiste à faire battre son cœur sans altérer ses fondamentaux ».
En 1998, Il crée sa première agence entre Paris et Londres en s’associant avec les designers de l’agence londonienne Lewis Moberly et en démarrant une activité de conseil stratégique à base de sémiologie, signant sa première mission pour Le Bon Marché (groupe LVMH) avec la création de l’identité de La Grande Épicerie de Paris. Pour Yoplait, il crée la marque Perle de Lait, devenue une franchise internationale du groupe laitier coopératif. La nature de ces missions le conduit à intervenir pour de nombreuses entreprises en France et à l’international (The Body Shop, Lindt & Sprüngli, l’orfèvre Christofle, Moët & Chandon, Laurent-Perrier, le groupe SEB, Petit Bateau, Michelin, Monoprix…).
En 2008, il publie un second ouvrage, La Chair des Marques, publié aux Éditions Management & Société (EMS) dans lequel il théorise la dimension créative des marques : « Toute marque cache un auteur, voire un artiste». Ce livre révèle « la Chair des Marques», autrement dit le génie humain, culturel et artistique qui les propulse, même si ce génie est parfois malmené à la suite des changements d’actionnaires et de manageurs. Il démontre ainsi que les marques à succès créent des mondes imaginaires, des « fictions de droit », des mondes d’histoires et de langages, explicites et implicites, mais bien actifs dans la tête de celles et de ceux qui les utilisent. Des mondes qui ne se gèrent pas comme des usines, mais exigent une direction créative adéquate.
En 2016, au moment du Brexit, il reprend son indépendance pour devenir consultant stratégique et créatif accompagnant les directions générales dans le pilotage de leurs marques, des grands groupes au startups, en développant son expertise sémiologique aux côtés du sémiologue Odilon Cabat, auteur du livre Sous le Sceau de la Marque, publié aux éditions L'Harmattan.

## Publications
- 1996 : Le Poids des Marques…La Vitesse des Marchés, publié chez Pearson aux éditions Village Mondial
- 2008 : La Chair des Marques, publié aux Éditions Management & Société (EMS)